# 레아 가르시아

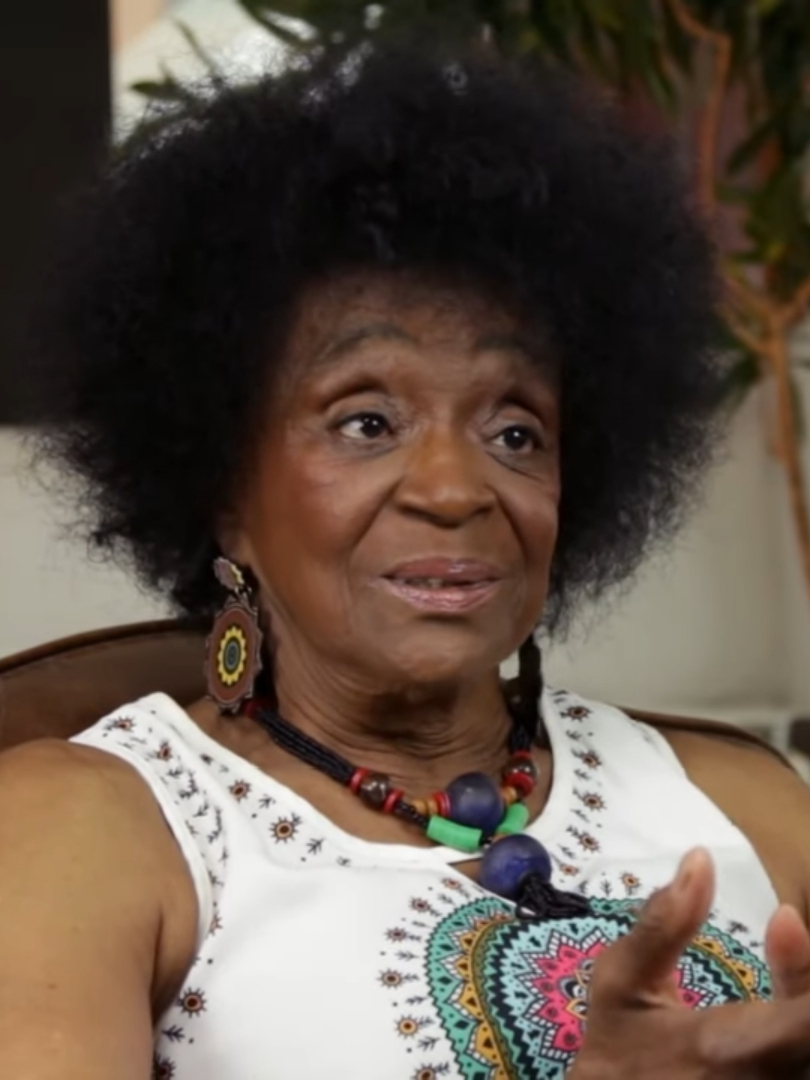
레아 가르시아(1976년)

레아 가르시아(Léa Garcia, 1933년 3월 11일~2023년 8월 15일)는 브라질의 영화배우이다.
리우데자네이루에서 태어났다.

## 출연

### 영화
- 가장 위대한 사랑(2006년)
- 비니시우스(2005년)
- 백인 노예 이사우라(1976년)
- 간가 점바(1963년)
- 흑인 오르페(1959년)